# Odontophrynus americanus
Odontophrynus americanus är en groddjursart som först beskrevs av Duméril och Gabriel Bibron 1841.  Odontophrynus americanus ingår i släktet Odontophrynus och familjen Cycloramphidae. IUCN kategoriserar arten globalt som livskraftig. Inga underarter finns listade i Catalogue of Life.